# Orzweta (jezioro)
Orzweta (lit. Erzvėtas) – jezioro na Litwie, położone w rejonie ignalińskim.
Największa głębia znajduje się we wschodniej części jeziora i mierzy 19 metrów. Brzegi wysokie, suche, tylko na południu ubogo porośnięte. W północnej części jeziora leży wyspa Orzweta o powierzchni 0,3 ha. Na południu wpływa rzeka Konciarzyna, na wschodnim brzegu opuszcza zbiornik Birwita.

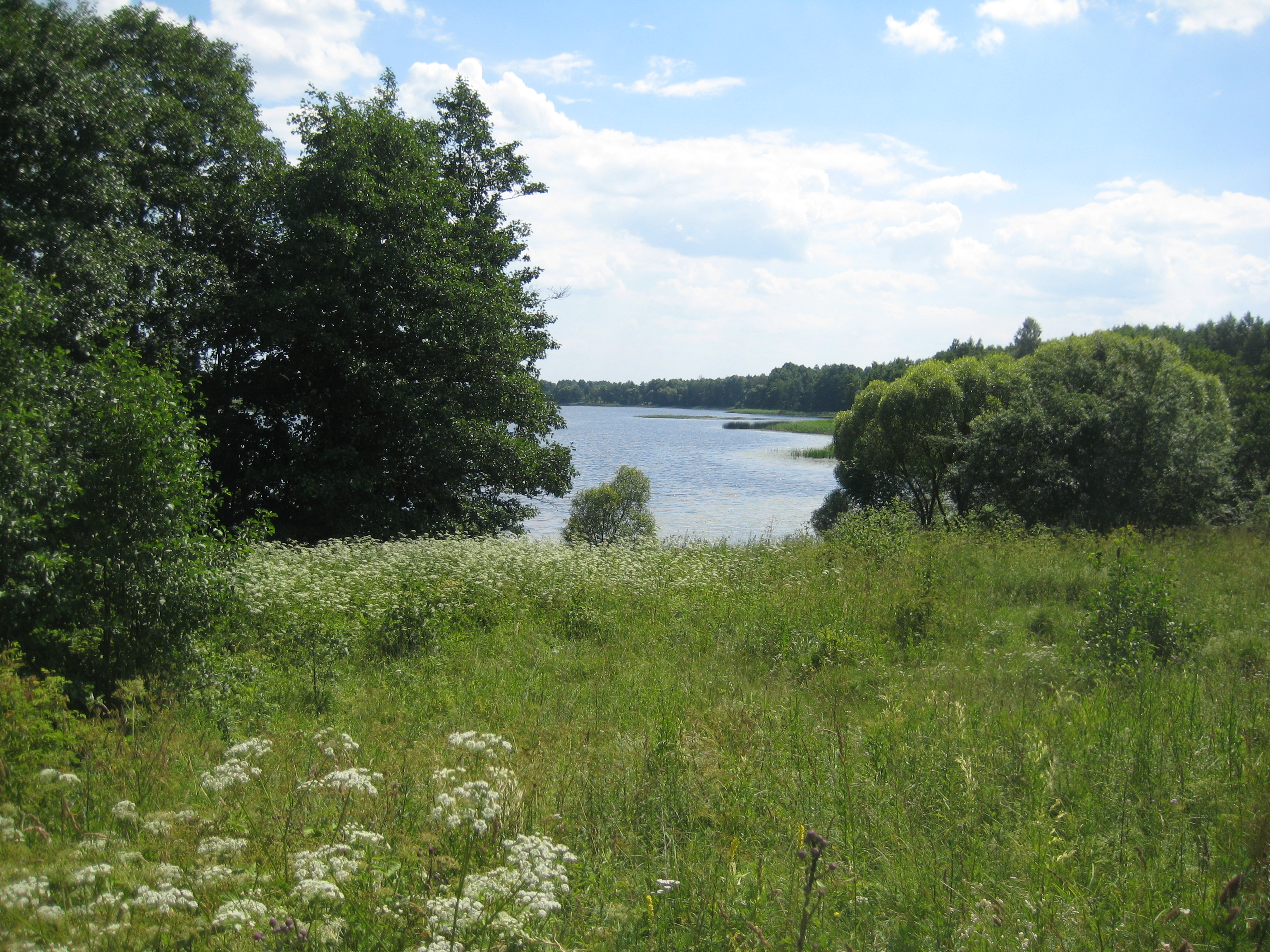
Północny kraniec jeziora w Andrzejówce